# ×Amesangis
× Amesangis, es un híbrido intergenérico entre los géneros de orquídeas Aerangis × Amesiella. Fue descrita por Garay & H.R.Sweet in C.L.Withner publicado en Orchids: Sci. Stud.: 490 (1974).